# Cristina Gigirey
Cristina Gigirey, maestra, coreógrafa y bailarina. Nacida en Uruguay, realizó estudios en Alemania pero se desarrolló profesionalmente en Costa Rica, y es considerada una pionera de la Danza Contemporánea en ese país.
Su formación inicial fue el ballet clásico y debutó a los 16 años en el Ballet de Cámara de Montevideo
En 1975 creó la agrupación Ballet Moderno de Cámara junto con Elena Gutiérrez, con la idea de impulsar la danza moderna y desarrollarla al máximo de sus posibilidades como disciplina artística formal.
En 1978 crea su coreografía inspirada en la obra La casa de Bernarda Alba de Federico García Lorca utilizando como tema musical el conocido Bolero de Maurice Ravel. 
En 1979 se unió a la creación de la Compañía Nacional de Danza.
En 1983 fundó la agrupación Danza Abend, trabajando en conjunto con su hija, la coreógrafa Gabriela Dörries.
Fallece en el año 2006 el día 5 de diciembre, a causa de un infarto en un hospital en Costa Rica a los 66 años de edad.

## Coreografías
- La triste poesía de la locura (2005)
- Locura y muerte del moro (2004)
- Intensidades (2002)
- Dos candombres de mi tiempo (1990)
- Preludios (2001)
- Fandango (2001)
- Bosnia: Relato de una tragedia (2000)
- Gritos y pulsaciones del recuerdo (1999)
- Yerma (1986)
- Aproximaciones 1,2, 3 (1975)
- La Casa de Bernarda Alba (1978)

- Datos: Q5791461